# Eugen Johann Christoph Esper
Eugen Johann Christoph Esper (2. června 1742 Wunsiedel – 27. července 1810 Erlangen), také Eugenius Johann Christoph Esper, byl německý entomolog, botanik a patolog.

## Život a kariéra
Roku 1781 obdržel titul doktora filozofie na univerzitě v Erlangenu za práci De varietatibus specierum in naturæ productis. V následujících letech zde působil jako profesor extraordinarius, a od roku 1797 jako professor ordinarius filozofie. Od roku 1805 vedl oddělení přírodních věd. Díky jeho práci se rychle rozrostly univerzitní sbírky přírodnin.
Je autorem mnoha přírodovědných publikací, často bohatě ilustrovaných.
Esper byl také jedním z prvních paleopatologů a položil základy tomuto oboru patologie.

## Dílo
- Die Schmetterlinge in Abbildungen nach der Natur mit Beschreibungen. Walther & Weigel, Erlangen, Leipzig 1777–1839 post mortem
- De varietatibus specierum in naturæ productis. Erlangen 1781.
- Ad audiendam orationem. Erlangen 1783.
- Naturgeschichte im Auszuge des Linneischen Systems, mit Erklärung der Kunstwörter. Nürnberg 1784.
- Die Pflanzenthiere in Abbildungen nach der Natur, mit Farben erleuchtet, nebst Beschreibungen. Raspe, Nürnberg 1791–1830 post mortem
- Icones fucorum. ... Abbildungen der Tange. Raspe, Nürnberg 1797–1818 p.m.
- Lehrbuch der Mineralogie. Palm, Erlangen 1810.